# Миноносцы типа «Куртатоне»
Миноносцы типа «Куртатоне» — тип миноносцев Королевского итальянского флота, построенных в 1920—1924 годах. Четыре корабля этого типа были заказаны ещё в 1915 году, но строительство началось только в 1920-м. Все корабли строились на верфи «Орландо» в Ливорно и были названы в честь областей северной Италии.

## Вооружение и модернизации
Изначально относились к эсминцам и являлись дальнейшим развитием кораблей типа «Палестро», отличаясь от них составом и расположением вооружения. Стали первыми итальянскими эсминцами, всё вооружение которых располагалось в диаметральной плоскости. 102-мм орудия впервые в европейской практике были размещены в спаренных установках, а вместо двухтрубных торпедных аппаратов были установлены трёхтрубные.
В 1938 году были переклассифицированы в миноносцы.
В начале войны 76-мм зенитки были заменены на 2 20-мм/70 (2 × 1) автомата. В 1942-1943 годах на миноносцах «Калатафими» и «Монцамбано» кормовую спаренную 102-мм/45 установку заменили на одноорудийную 102-мм/45. Тогда же с «Калатафими» сняли оба 450-мм торпедных аппарата и вместо них установили один двухтрубный калибра 533-мм. Число 20-мм автоматов к 1943 году менялось от 4 до 6.

## Список кораблей
| Эсминец                              | Бортовое обозначение | Спущен на воду | Начало службы | Конец службы |
| ------------------------------------ | -------------------- | -------------- | ------------- | --- |
| Калатафими (итал. Calatafimi)        | CM                   | 17.03.1923     | 29.05.1924    | захвачен 9.09.1943 немцами в Пирее, отремонтирован, назван ТА-19, потоплен 9.08.1944 греческой подводной лодкой «Пипинос» западнее острова Самос |
| Кастельфидардо (итал. Castelfidardo) | CD                   | 4.06.1922      | 7.3.1924      | захвачен 9.09.1943 немцами в бухте Суда, назван ТА-16, потоплен ракетами английских самолётов 2.06.1944 в Гераклионе, Крит                       |
| Куртатоне (итал. Curtatone)          | CT                   | 17.03.1922     | 21.06.1923    | подорвался на мине 20.05.1941 возле Пирея |
| Монцамбано (итал. Monzambano)        | MB                   | 6.08.1923      | 4.06.1924     | списан 15.04.1951 |